# Antsirabe I
Antsirabe I District är ett distrikt i Madagaskar.   Det ligger i regionen Vakinankaratraregionen, i den centrala delen av landet, 120 km sydväst om huvudstaden Antananarivo.